# 태봉산성 (화성시)
태봉산성(泰峰山城)은 대한민국 경기도 화성시 봉담읍 분천리와 정남면 보통리의 경계에 위치한 백제의 산성으로, 총 길이는 800m 정도이다. 토성이며, 지금은 성벽 위쪽의 폭은 4~5m 정도 남아있다.